# الممزر
الممزر (به عربی: الممزر) یک منطقهٔ مسکونی در امارات متحده عربی است که در دبی، امارات واقع شده‌است.